# Adolf Gusserow
Adolf Ludwig Sigismund Gusserow (Berlino, 8 luglio 1836 – Berlino, 8 febbraio 1906) è stato un ginecologo tedesco.

## Biografia
Gusserow iniziò la sua carriera come docente di malattie ginecologiche e ostetricia a Berlino, e in seguito fu professore nelle università di Utrecht, Zurigo e Strasburgo. Più tardi tornò a Berlino come direttore della clinica di ostetricia e ginecologia alla Charité di Berlino. Due dei suoi studenti e assistenti più noti erano Alfred Dührssen (1862-1933) a Berlino e Paul Zweifel (1848-1927) a Zurigo.
Nel 1870 Gusserow fu il primo medico a descrivere un raro tipo di adenocarcinoma cervicale uterino che a volte viene definito "adenoma maligno". Può essere riconosciuto dal suo aspetto istologico "blando". Gusserow pubblicò le sue scoperte in un trattato intitolato Ueber Sarcoma des Uterus.
Tra i suoi migliori scritti, Die Neubildungen des Uterus (Neoplasie dell'utero).
Sposò Clara Oppenheim (1861-1944), una discendente del banchiere berlinese Joseph Mendelssohn.

## Opere
- Zur Lehre vom Stoffwechsel des Foetus. Engelhardt, Leipzig, 1872
- Ueber Menstruation und Dysmenorrhoe. Breitkopf and Haertel, Leipzig, 1874
- Die Neubildungen des Uterus. Enke, Stuttgart, 1886 (Reprint 2007, VDM Verlag Dr. Müller, ISBN 3-8364-1464-3)
- Geburtshuelfe und Gynaekologie in Großbritannien - Ein Reisebericht. Engelhardt, Leipzig 1864 (in Google Books online)